# Jacque Fresco
Jacque Fresco (Brooklyn, Nueva York; 13 de marzo de 1916-Sebring, Florida; 18 de mayo de 2017) fue un autodidacta, diseñador industrial, futurista e ingeniero social, autor, conferencista, inventor y pionero en la ingeniería de los factores humanos; residente en Venus, Florida, Estados Unidos. Fresco trabajó como diseñador e inventor, abarcando desde las innovaciones biomédicas a sistemas sociales totalmente integrados. Su visión optimista y su deseo de crear soluciones que beneficien al máximo a la mayor cantidad de gente posible provienen de su experiencia durante la Gran Depresión de 1929.
En 1995 fundó The Venus Project (Proyecto Venus) y la organización sin fines de lucro Future by Design junto a Roxanne Meadows, lo cual refleja la culminación de vida de trabajo de Fresco. Escribió y presentó conferencias sobre temas que abarcan desde el diseño holístico de ciudades sostenibles, hasta eficiencia energética, gestión de recursos naturales y automatización avanzada, enfocándose en los beneficios que esto traerá a la sociedad.

## Vida personal y familiar
Nacido de padres judíos inmigrantes a EE. UU. Su padre Isaac nació en 1880 y alrededor de 1905 emigró desde Estambul a Nueva York donde trabajó como horticultor. Él murió en 1963. Su madre Lena nació en 1887 en Jerusalén y también emigró a Nueva York alrededor de 1904. Ella murió en 1988. Jacque tuvo dos hermanos: una hermana llamada Freda, y un hermano, David. David era dibujante y se convirtió en actor de teatro y de Hollywood. Después de haber sido incluido en la lista negra de Hollywood en los años 1950 por no cooperar con el Comité de Actividades Antiamericanas, resucitó su carrera en la década de 1960, apareciendo en muchas películas y programas de televisión. Él murió en 1997 a los 87 años.
Fresco tuvo dos matrimonios. Se divorció por segunda vez en julio de 1957. Su segunda esposa, Patricia, dio a luz un hijo, Richard, en 1953, y una hija, Bambi, en 1956. Richard entró al ejército en 1973 y murió en 1976. Bambi murió de cáncer en 2010. Roxanne Meadows ayudó a Fresco desde 1976. Convivió con él siendo su colega, supervisando gran parte de la gestión del Proyecto Venus y cuidándole tras ser diagnosticado con Parkinson.

## Su trayectoria
Jacque Fresco comenzó su carrera profesional como consultor de diseño para la compañía Rotor Craft Helicopter. Trabajó en la Unidad de Diseño y Desarrollo de la Marina estadounidense, en la base de la Fuerza Aérea Wright-Patterson en Dayton, Ohio, y trabajó para la corporación Raymond De-Icer con base en Los Ángeles, como ingeniero de investigación.
Trabajó también para muchas compañías en varios campos como consultor y consejero técnico para la Industria Motion Picture, y como instructor de diseño industrial en la Art Center School en Hollywood, California. En Los Ángeles, fue colega y empleado asociado del psicólogo Donald Powell Wilson.
En 1943, Fresco fundó la Compañía Revell Plastics (ahora Revell-Monogram) con Lou Glaser, aunque más tarde la dejó en persecución de otras de sus ideas, trabajando alternadamente en investigación aeroespacial y desarrollo, arquitectura, diseño eficiente de automóviles, métodos de proyección cinemático 3D y diseño de equipos médicos, durante lo cual desarrolló una unidad de rayos X tridimensional, entre otras cosas.
Jacque Fresco fue el fundador de Sociocyberneering, Inc., hoy conocido como el Proyecto Venus. Con su asociada Roxanne Meadows, ha diseñado y construido un complejo de investigación de 25 acres en Venus, Florida. La función de este proyecto es preparar enfoques y soluciones a los mayores problemas al que se enfrenta el mundo en la actualidad. La cobertura televisiva y en revistas sobre el proyecto ha sido a nivel mundial.

### Ideas: Economía basada en recursos
Uno de los temas principales en los que trabaja Fresco es el concepto de una Economía Basada en Recursos (EBR), que reemplace la necesidad de la economía monetaria, orientada a la escasez, que utilizamos hoy en día. Fresco argumenta que el mundo es lo suficientemente rico en recursos naturales y en energía, y, de ser gestionados en forma eficiente e inteligente (no a través del sistema de mercado), junto a la tecnología y la aplicación del método científico, las necesidades básicas de la población mundial pueden suplirse con abundancia; a la vez que se eliminarían las limitaciones actuales, de lo que se considera posible, de acuerdo a nociones de viabilidad económica.

### Experiencia profesional
- Consultor en diseño para la Compañía de Helicópteros Rotor Craf
- Sirvió en el Ejército, en la Unidad de Diseño y Desarrollo, Wright Field Dayton, Ohio
- Ingeniero de Investigación. Raymond De-Icer Corp., Los Ángeles, California
- Colega y socio de Donal Powell Wilson, el prestigioso psicólogo de Los Ángeles que escribió "Mis seis convictos"
- Instructor de Diseño Industrial en la Art Center School en Hollywood, California
- Fundador de la compañía Revell Plastics (ahora Revell-Monogram) con Lou Glaser (1943)
- Consultor Técnico para la industria cinematográfica, incluyendo Consejero Técnico para Camera Eye Pictures, Inc., y el film, The Magic Eye, que ganó el Premio Robert J. Flaherty al documental más creativo

### Investigaciones y diseños
- Sistemas para aviones sin ruido ni contaminación.
- Un nuevo sistema estructural de alas de avión, patentado por la Fuerza aérea de Estados Unidos.
- Un sistema electroestático para la eliminación de explosiones sónicas para Raymond De-Icer.
- Control de capa límite y métodos electrodinámicos para el control de aviones que prescinde de alerones, elevadores, timones y tapa.
- Un automóvil de tres ruedas constituido por solo 32 partes.
- "The Aluminum Trend House", una casa prefabricada diseñada y desarrollada para Mike Shore y Earl "Madman" Muntz (1945).
- Diseñó y desarrolló otra casa de aluminio prefabricada para Major Realty en colaboración con Aluminium Company of America.
- Desarrolló varios componentes y sistemas para construcción arquitectónica.
- Desarrolló equipamientos desde unidades de rayos-x tridimensionales a instrumentos quirúrgicos para el campo de la medicina.
- Desarrolló un método para ver películas de 3D sin el uso de gafas (1949).
- Diseñó y construyó una amplia gama de estructuras reforzadas de hormigón.

## Películas
- The Venus Project: The Redesign of a Culture. El proyecto Venus: rediseño de una cultura (1994)
- Welcome To The Future. Bienvenidos al futuro (1998) Youtube(es) Youtube(en)
- Cities In The Sea. Ciudades en el mar (2002)
- Self-erecting Structures. Estructuras auto-portantes (2002)
- Future By Design. Futuro mediante diseño (2006) Youtube
- Paradise or Oblivion. Paraíso u Olvido (2012) Youtube
- The Choice Is Ours. La elección es nuestra (2016) Youtube